# متلازمة الايمان بالذات
تشير متلازمة الايمان بالذات إلى حالة نفسية في الشخص الذي يشعر بأن العالم ليس خارجي له أو عقله. فترات العزل الموسعة قد تؤهب الناس لهذه الحالة. وعلى وجه الخصوص، تم تحديد المتلازمة على أنها مصدر قلق محتمل للأفراد الذين يعيشون في الفضاء الخارجي لفترات طويلة من الزمن. 

## نظرة عامة
الأفراد الذين يعانون من متلازمة الإيمان بالذات يشعرون بأن العالم ليس «حقيقياً» بمعنى كونه خارجياً لعقولهم الخاصة. وتتميز هذه المتلازمة بمشاعر الوحدة والانفصال واللامبالاة للعالم الخارجي. لا يعترف متلازمة الإيمان بالذات حالياً كاضطراب نفسي من قبل الجمعية الأمريكية للطب النفسي، على الرغم من أنها تشترك أوجه التشابه مع اضطراب تبدد الشخصية، والذي هو معترف به، وهي ليست حالة نفسية بل موقف فلسفي، أي أنه لا يوجد شيء أو يمكن أن يكون من المعروف أن الوجود خارج العقل واحد؛ فإن دعاة هذه الفلسفة لا يعانون بالضرورة من متلازمة الانتحام، ولا يعانون بالضرورة من الانتماء إلى كمدرسة للفكر الفكري. 
فترات من العزلة الموسعة قد تهيئ الناس لمتلازمة الإيمان بالذات. على وجه الخصوص، تم تحديد المتلازمة باعتبارها تحدياً محتملاً لرواد الفضاء ورواد الفضاء في البعثات على المدى الطويل، وهذه المخاوف تؤثر على تصميم الموائل الاصطناعية. 

## روابط خارجيه
- NASA's Space Settlements: A Design Study Appendix A
- Is Reality Real? Help for Solipsism Syndrome sufferers